# Кормянка
Кормянка (бел. Кармянка) — река в Кормянском районе Гомельской области, правый приток реки Сож (бассейн Днепра).
Протяжённость 14 км. Площадь водосбора 53 км². Средний наклон водной поверхности 2,4 ‰. Исток на западе от деревни Лебедёвка, устье на южной окраине деревни Городок. На реке находится городской посёлок Корма.